# Иннер-Холм
Эта статья об острове Оркнейских островов. Об острове Шетландских островов см. ст. Иннер-Холм-оф-Ско.

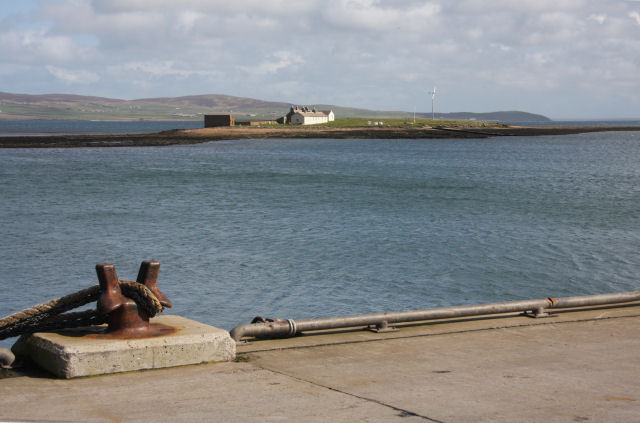
Вид на Иннер-Холм из Стромнесса

Иннер-Холм (англ. Inner Holm) — частный приливный остров в составе Оркнейских островов (Шотландия).
Во время максимального отлива Иннер-Холм имеет площадь около 0,02 км² и соединяется тонкой песчаной перемычкой с крупнейшим островом архипелага — Мейнленд, а также с необитаемым «соседом» — островом Аутер-Холм, имеющим примерно в два раза больший размер и лежащим чуть южнее. Иннер-Холм хорошо наблюдается из города Стромнесс, расстояние до которого не превышает 500 метров.
Согласно переписям 2001 и 2011 годов, на острове проживал один человек. В северной части острова выстроен его жилой дом с шестью спальнями и три-четыре хозяйственные постройки, электричеством человека обеспечивает небольшой ветряк. По дну бухты от северной части острова до «большой земли» проложена «бетонка» длиной около 200 метров, по которой во время максимального отлива возможно движение автомобилей.
23 января 1857 года пароход «Гном» сел на мель между Иннер-Холм и Аутер-Холм. В августе 2016 года стало известно, что оба острова продаются за 300 000 фунтов стерлингов.